# Іскандеркуль
Іскандеркуль (тадж. Искандаркӯл) — гірське озеро в Согдійській області Таджикистану.
Розташоване на північних схилах Гісарського хребта в Фанських горах на висоті 2 195 м над рівнем моря
Має форму трикутника, площа поверхні 3,4 км², максимальна глибина 72 м.
За легендою, озеро отримало свою назву від імені Александра Македонського, якого на сході називали Іскандер. Слово куль в таджицькій та узбецькій мовах означає власне озеро. Звідси назва Іскандеркуль.
Озеро є одним з найбільших об'єктів туризму в Таджикистані.